# ブリストル飛行機
ブリストル飛行機（ブリストルひこうき、Bristol Aeroplane Company）はかつてのイギリスの主要な飛行機製造会社である。1956年ブリストル・エアクラフト (Bristol Aircraft) とブリストル・エアロ・エンジン (Bristol Aero Engines) に分割した。1959年、ブリストル航空機はBAC（ブリティッシュ・エアクラフト・コーポレーション）に合併された。同時にブリストル・エアロ・エンジンもアームストロング・シドレーと合併されブリストル・シドレーになった。
BACは国営のブリティッシュ・エアロスペースの主要を構成し、現在のBAEシステムズに至る。ブリストルシドレーは1966年、ロールス・ロイスに買収されその後も、ブリストルシドレー時代に開発されたエンジンの生産、販売は継続された。BAC/ブリストルはフィルトンにある。

## 歴史
創業時の名称である「ブリティッシュ・アンド・コロニアル飛行機会社（British and Colonial Aeroplane Company, Limited）」は1910年、ブリストルのフィルトンにおいて、航空機製造を目的として、ブリストル鉄道会社の持ち主であるサー・ジョージ・ホワイトが創業した。そのため、当時の航空機会社のほとんどが熱意のみ旺盛で資金や組織が不十分であったのと異なり、「ブリティッシュ・アンド・コロニアル」社はその初めから豊富な資金と事業組織を備えていた。同社の最初の企画はボアザン兄弟のゾディアック ボックスカイト複葉機のライセンス生産と改良だった。その成果は1910年3月にオリンピアでおこなわれた航空ショーで公開されたが、ゾディアックはパワー不足がはなはだしく、飛行することができなかった。
ブリストルの設計の最初の成功例である「ブリストル ボックスカイト」の生産は、1910年6月、フィルトンの電車格納庫で開始された。1ヵ月後に、同社はロンドン近郊のブルックランズと、ソールズベリー平原のラークヒルを拠点にする航空学校を作った。この飛行学校は、1910年から1914年にかけての間、世界で最高のものであった。1914年までに発行された664の王立飛行クラブの証明書のうちの308件はこの学校で得られたものである。

### 第一次世界大戦
会社は急速に規模を拡張し、第一次世界大戦の勃発前には従業員数200人を数えるまでになった。1912年1月から1914年10月までルーマニアの技術者であるアンリ・コアンダ（コアンダ効果の発見者）が主任設計者を務めた。コアンダの後を継いだのはフランク・バーンウェルであり、彼はのちに世界のトップクラスの航空技術者の一人に数えられるまでになった。
バーンウェルの初期の設計のひとつである「ブリストル スカウト」はイギリス軍に採用された最初の戦闘機のひとつである。戦争後期に量産された「ブリストル ファイター」複座戦闘機は王立航空隊（RCF）、のちのイギリス空軍（RAF）の主力機となった。

### 大戦間期
大戦の終りまでに、会社の従業員は3,000人を超し、工場はフィルトンとブリスリントンにあった。生産された飛行機はみな「ブリストル」の名前で呼ばれていたため、1920年、「ブリティッシュ・アンド・コロニアル」社は清算されて会社の名前も「ブリストル飛行機」社となった。この時、ブリストル飛行機社は経営不振だった「コスモス・エンジニアリング」社を買収し、「ブリストル・エンジン」社と改名して航空エンジン開発の中核にすえた。 
両大戦間におけるブリストル社の主力製品は、1918年から1935年にかけてイギリス空軍の主力戦闘機だった「ブリストル ブルドッグ」戦闘機である。この時期、ブリストルは「全鋼製」の機体構造で名高く、航空機製作に普通使われる軽合金より鋼を好んだ。ブリストルの機体は部分ごとに細分された高張力鋼で構成され、ブリストル自社製のエンジンで飛行した。
1935年6月15日に、ブリストル飛行機は上場会社になった。この時点で従業員数は4,200名を数え、大部分はエンジン工場で働いていて、その年の5月に政府から命じられた大規模な軍備拡張計画によく応えた。この時期のイギリス空軍の拡張に対するブリストルの最も重要な貢献はブレニム軽爆撃機である。
1938年8月に、フランク・バーンウェルは小型飛行機の事故で亡くなり、レスリー・フリーズが主任技師となった。1939年に第二次世界大戦が始まった時には、フィルトンのブリストル工場は25ヘクタールの面積を持ち、単一の航空機製造施設としては世界最大のものとなっていた。

### 第二次世界大戦
第二次世界大戦の期間にブリストルが生産した最も重要な航空機は複座双発のボーファイターである。ボーファイターは長距離戦闘機、夜間迎撃機、地上攻撃機、そして雷撃機として広範囲に活躍した。そしてイギリス空軍のみならずイギリス連邦諸国の空軍やアメリカ陸軍航空隊にも使用された。ボーファイターは、以前に開発されたボーフォート雷撃機（ブレニム爆撃機の発展型）から発展したものである。
1940年にはボーファイター生産のための工場がウェストン-スーパー・メアに建設された。
会社の戦時生産本部は、王立西イングランドアカデミーに置かれていた。

### 戦後
戦争が終わると、ブリストル社はウエストン・スーパー・メア工場を分離してヘリコプター部門とし、ヘリコプターの先駆者ラウル・ハフナーがその部門を率いた。ブリストルのヘリコプター部門は1960年にウェストランド社によって買収された。
自動車製造もまた戦後に発展した部門である。ブリストル・カーズ（Bristol Cars）は戦前のBMWの設計を基礎として新たに「ブリストル 400」を製作した。これから発達したエンジンは、クーパー、フレーザーナッシュ、ACといった他社の傑作車にも供給され、またブリストル自身の開発したスポーツ・プロトタイプ・カー「ブリストル 450」は、ル・マン24時間レースにおいて1954年と1955年にクラス優勝を果たした。ブリストル・カーズは1960年に独立した。当時、イギリスの航空機産業の合併による再編が進んでいたが、ブリストル社は相変わらずフィルトンに本拠を置いていた。プレハブ建築、船、およびその他のプラスチックと複合材料の生産も戦後間もなく進出した部門であったが、これらは結局売却された。
ブリストルは、ブラバゾン委員会の報告に基づく戦後のイギリス民間航空の一新に関わった。1949年、その時点で世界最大の飛行機だった大型旅客機ブラバゾン試作機は初飛行を行ったが、ブラバゾン旅客機のプロジェクトは民間航空の発展に関して方向性を誤っており、結局1953年にキャンセルされてしまった。一方、並行して開発していたターボプロップ旅客機ブリタニアは大きな成功を収め、また輸送機ブリストル フレイターも1950年代に多数生産された。ブリストルはまた、ベルヴェディアやシカモアなどのヘリコプターの開発と量産も行った。
戦後の活動としては他にミサイル開発があり、ブリストルはブラッドハウンド対空ミサイルの生産を行った。ブリストル航空エンジン社は、ミサイルのためのロケットエンジンやラムジェットエンジンの開発まで手を広げた。誘導兵器部門は、後にMBDA (Matra BAe Dynamics Alenia) の一部となった。
1950年代後期に、ブリストル社は超音速旅客機（SST）の研究に着手したが、それはコンコルド計画に貢献するためにはいささか遅かった。研究機ブリストル 188は、マッハ2.0で飛行するための機体材料としてステンレススチールの実現可能性をテストするために、1950年代に製作された。この飛行機は1962年に飛行したが、その時点ではブリストル飛行機会社はすでにBAC（British Aircraft Corporation）の一部となっていた。

### BACへの合併
1959年に、ブリストルは政府の方針によって強制的にイングリッシュ・エレクトリック、ハンティング航空機およびヴィッカース・アームストロングの各社と合併させられ、ブリティッシュ・エアクラフト・コーポレーション（BAC）が誕生した。1977年にはさらにスコティッシュ・アビエーションとホーカー・シドレーの2社を加えて国営化され、ブリティッシュ・エアロスペース（BAe）となった。BAeは、後にBAEシステムズとなった。

## ブリストル・エンジン社
ブリストル・エンジン社は、もともとは第一次世界大戦以前からあった自動車メーカー、ブラジル・ストレイカー社の後身のコスモス・エンジニアリングという別個の会社だった。1917年に、コスモス社は空冷星型エンジン開発の依頼を受けた。それは後にブリストル マーキュリーとなる、複列星型14気筒のものであった。彼らはこれを1918年に完成させたが、注文はわずかだった。しかしより小型でよりシンプルな星型9気筒のタイプは大きな成功を収めた。このエンジンはブリストル ジュピターとして知られている。
第一次世界大戦後、軍需が急速に減ったことによりコスモス・エンジニアリングは経営危機に瀕した。航空省はブリストル飛行機がコスモス社を買収するように促した。ジュピターは1920年代を通してアームストロング・シドレー・ジャガーと争ったが、ブリストル社はその設計により多くの力をつぎ込み、結果として、1929年にはジュピターが明らかに優位に立っていた。1930年代には、彼らはスリーブバルブ原理にもとづく新たな星型エンジンの系列を開発し、それは世界で最も強力なピストンエンジンに発達して、1960年代まで販売されていた。
1956年にエンジン部門は「ブリストル・エアロ・エンジン（Bristol Aero Engines）」と名を変えたが、ブリストルの機体製造部門が他社と合併してBACをつくったのと同じように、1958年にアームストロング・シドレー社と合併して「ブリストル・シドレー」となった。1966年、ブリストル・シドレーはロールス・ロイスによって買収され、ロールス・ロイスはイギリス唯一の大規模航空エンジン企業となった。ロールス・ロイスは、ブリストル・シドレーによって開発されたエンジンについてもロールス・ロイス・ブランドで生産することとしたため、オリンパス・ターボジェットエンジンやペガサス・エンジンもみな「ロールス・ロイス」の名を冠することとなった。ブリストルによって与えられた古典的な名称は、イギリスの河川の名前から付けられるロールス・ロイス社の製品の中で、かろうじてその由来を示している。

## 生産機種

### 航空機

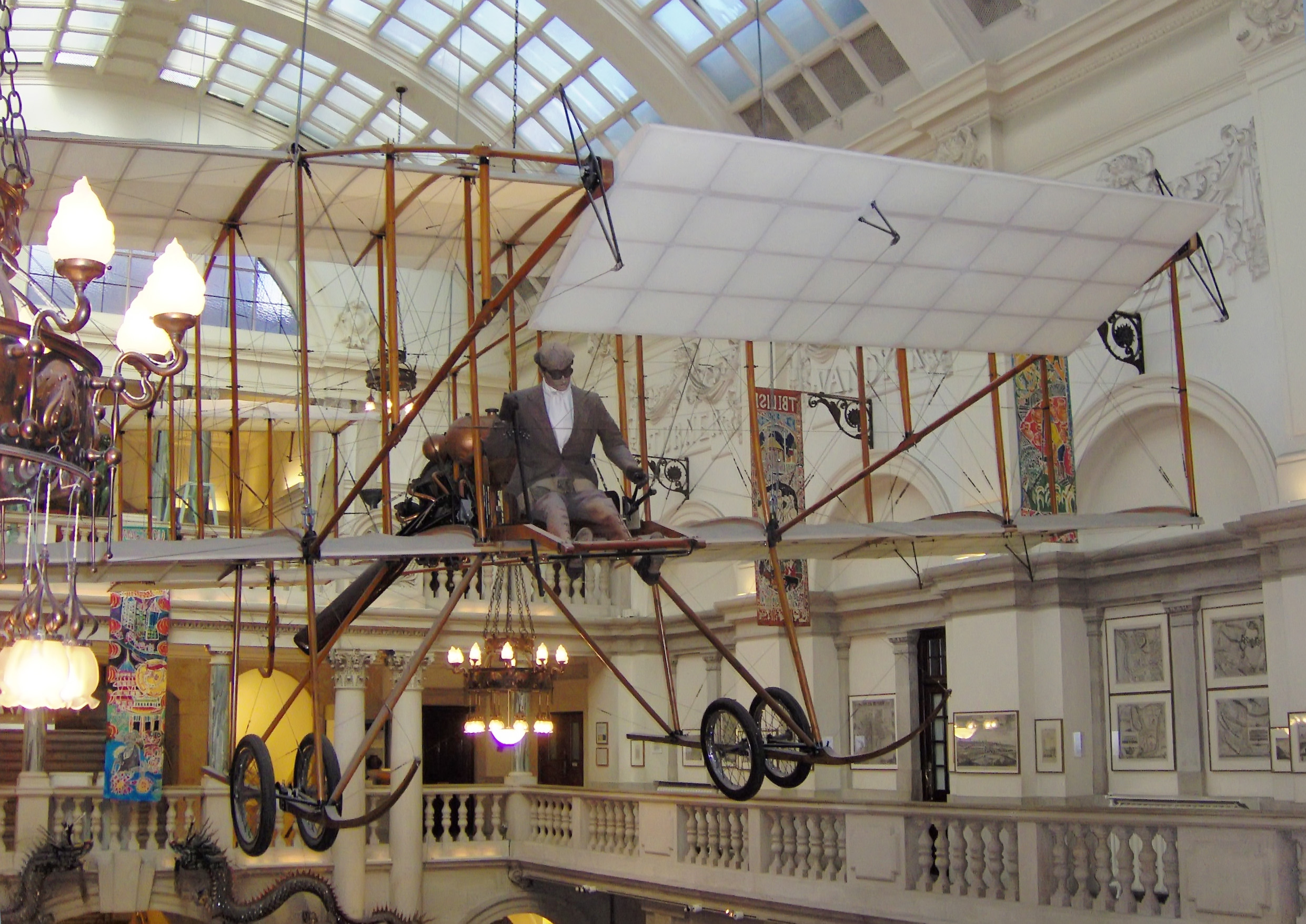
ブリストル ボックスカイトの複製（1963年製）。現在はブリストル市立博物館・美術館で展示されている。

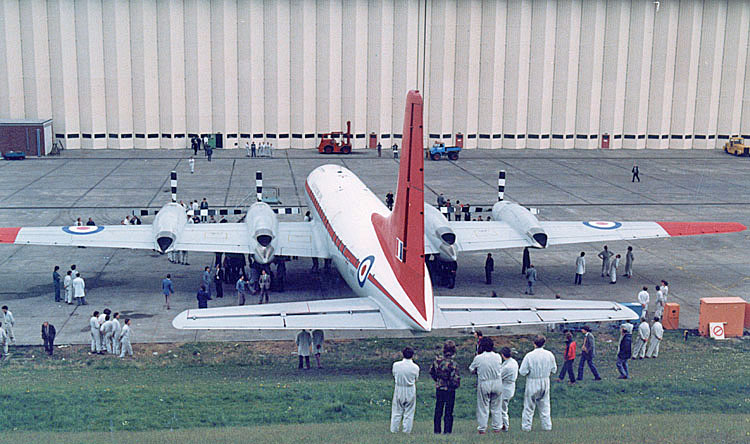
英国防大臣が1983年にフィルトンの工場を訪問した。このブリストル ブリタニアは民間旅客機としてBOAC、ブリティッシュ・イーグルとスペイン航空で飛行した。

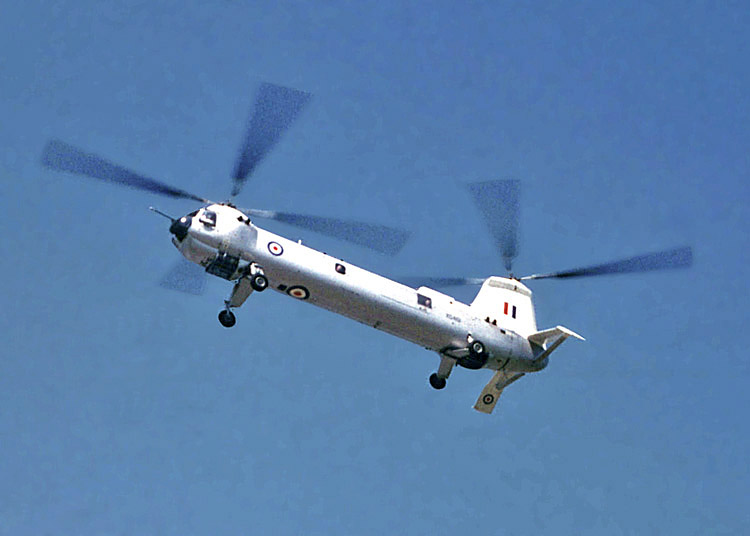
ブリストル ベルヴェデアはタンデムローター式のヘリコプターで空軍の多目的ヘリコプターとして設計され26機が生産された。

#### 第一次世界大戦前
- ボックスカイト
- Biplane Type 'T'
- ブリストル プリエ モノプレーン
- Bristol-Coanda Monoplanes
- Bristol Gordan England biplane
- Bristol-Coanda Biplanes
  - Bristol TB.8

#### 第一次世界大戦時
- Types 1-5, 18 and 21 スカウト
- Type 6 T.T.A.
- Types 10, 11, 20 and 77 M.1 単葉戦闘機
- Types 12, 14-17 and 22 F.2 ファイター
- Type 13 M.R.1

#### 戦間期
- Type 23 Badger
- Types 24 and 25 Braemar
- Type 26 Pullman
- Types 27-29, 47 and 48 Tourer
- Types 30 and 46 Babe
- Type 32 Bullet
- Type 36 Seely
- Type 37 Tramp
- Types 52 and 53 Bullfinch
- Types 62 and 75 Ten-Seater
- Type 72 Racer
- Type 76 Jupiter Fighter
- Type 73 Taxiplane and Type 83 Primary Trainer
- Type 84 ブラッドハウンド
- Type 90 Berkeley
- Type 91 Brownie
- Type 92
- Types 93 Boarhound and 93A Beaver
- Type 95 Bagshot
- Type 99 Badminton
- Type 101
- Type 105 ブルドッグ
- Type 107 ブルパップ
- Type 109
- Type 110A
- Type 120
- Types 123 and 133
- Type 130 ボンベイ
- Type 138
- 143 'Britain First'
- Types 146, 147 and 148

#### 第2次世界大戦時
- Types 142M, 149 and 160 ブレニム
- Type 149 ボーリングブローク　（カナダでライセンス生産されたブレニム）
- Type 152 ボーフォート
- Type 156 ボーファイター
- Type 163 バッキンガム
- Type 164 ブリガンド
- Type 166 バックマスター

#### 戦後
- Type 167 ブラバゾン
- Type 170 フレイター and Wayfarer
- ブリストル スーパーフレイター
- Type 175 ブリタニア
- Type 188
- ブリストル 223

### ヘリコプター
- Type 171 シカモア
- Type 173 and 192 ベルヴェディア

### エンジン
ブリストルエンジンがデザインしたものも含む:
原型:
- ブリストル チェラブ
- ブリストル ルシファー
- ブリストル ジュピター
- ブリストル タイタン
- ブリストル マーキュリー
- ブリストル ペガサス
- ブリストル フェニックス
- ブリストル ハイドラ

スリーブバルブ式:
- ブリストル パーシュース
- ブリストル アクイラ
- ブリストル トーラス
- ブリストル ハーキュリーズ
- ブリストル セントーラス

タービン式:
- ブリストル シーシュース 熱交換器を備えたターボプロップ
- ブリストル プロテュース 2軸式ターボプロップ
- ロールス・ロイス オリンパス 2軸式ターボジェット
- ブリストル・シドレー オーフュース 単軸式ターボジェット
- ブリストル オライオン 2軸式ターボプロップ
- ロールス・ロイス ペガサス 2軸式推力偏向式ターボファン

ラムジェット式:
- ブリストル BRJ.801
- ブリストル ソア
- ブリストル オーディン

### ミサイル
ブリストルミサイルによる設計も含む:
- Blue Envoy - 計画のみ生産されず
- ブラッドハウンド
- Type 182 - "ブルー・レイピア"として知られる

## 参考
- ブリストル・エアロスペース
- ブリストル・カーズ

## リンク
- British Aircraft Directory entry for Bristol
- The Bristol Aeroplane Company (the founder's family's website)
- Bristol Aircraft and Engines
- Bristol Aircraft Engines